# 大佛次郎記念館
大佛次郎記念館（おさらぎじろうきねんかん）は、神奈川県横浜市中区山手町113番地にある作家大佛次郎の記念館である。港の見える丘公園に隣接した位置に所在する。設計は浦辺鎮太郎による。
大佛次郎の没後、遺族より蔵書や愛用品などの寄贈を受けた横浜市がそれらを収める施設として、大佛次郎の作品「霧笛」や「帰郷」の舞台となった、横浜市の山手に記念館を建設、1978年（昭和53年）5月1日に開館した。記念館はアーチ型の屋根と赤レンガが特徴的な2階建ての建物で、館内には大佛次郎が収集した文献や雑誌、執筆のための素材や愛用品など、大佛次郎に関する様々な資料が展示されている。近年では毎年3月上旬の土曜に大佛次郎賞受賞者による講演が行われている。
建築は、フランスと大佛次郎をイメージし、1階の階段ロビーには建築の七燈をイメージさせる猫が遺品から選択された。1979年には、建築業協会主催の第20回BCS賞を受賞している

## 施設概要

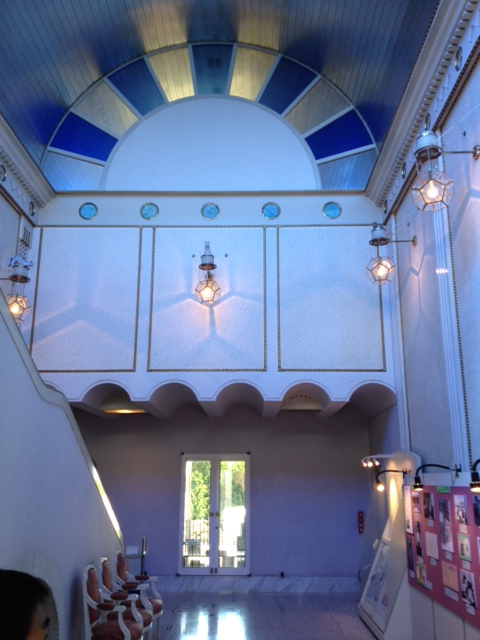
階段部分のホール

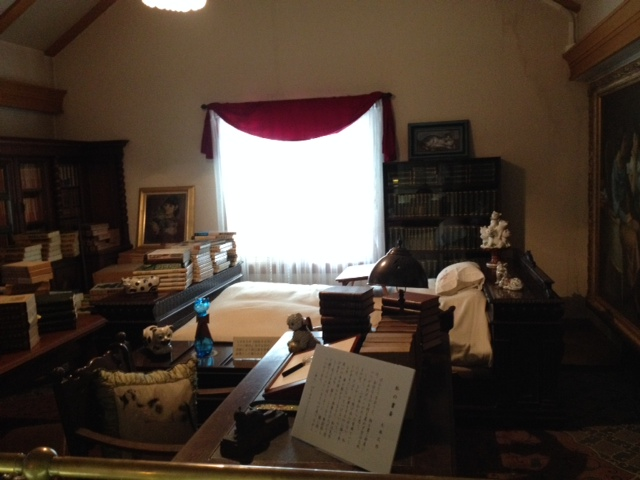
鎌倉にあった自宅のベッド、本棚で再現した書斎兼寝室

- ロビー
- 展示室
  - 大佛次郎の書斎

書斎兼寝室を再現した記念館。家具、愛用品、壁の油絵などは、すべて鎌倉の自宅から運んだもの。書籍の置き方に至るまで忠実に再現している。家具は特注品であり、「モデルを古いフランスに学んで設計して固いチーク材に彫刻して造ってもらった」と本人が記している
- ギャラリー
- 記念室
- サロン
- 閲覧室

## 沿革
- 1973年（昭和48年）10月25日 - 遺族より横浜市に対して、図書や収集品等の遺品寄贈の申し入れがあり、受託[7]。当初はイギリス領事館を改修して記念館とする計画もあったが、大佛はフランスに通じた作家でありイギリス領事館は似つかわしくないという意見や、イギリス領事館は開国・開港のための資料館にすべきという意見が出て、最終的には港の見える丘公園に建設されることになった[2]。
- 1978年（昭和53年）4月30日 - 記念館開会式を開催、翌5月1日より開館。
- 2002年（平成14年）2月7日 - フランス経済史研究会と研究共済事業を締結。
- 2013年（平成25年） - 開館35周年。

## 利用案内
- 開館時間：4～9月　10：00～17：30、10～3月　10：00～17：00　
  - 入館は時間の30分前まで
  - 休館日は原則として毎週月曜日(祝休日の場合は翌平日）。
  - 年末年始（12月29日～1月3日）その他、施設点検日、展示替等で臨時休館有り。
- 観覧料：大人200円、小・中学生100円、未就学児無料、（20名以上の場合、大人150円、小・中学生80円）
- 観覧施設：ロビー、展示室、ギャラリー、記念室、サロン、閲覧室
- 貸出施設：会議室（20人・35m²）、和室（20人・17.5畳、水屋3畳）

## アクセス
- 電車
  - みなとみらい線「元町・中華街駅」駅下車　5番または6番出口　徒歩8分
  - JR根岸線「石川町駅」下車元町出口　徒歩20分
- バス
  - 神奈川中央交通バス11系統、市営バス20系統、市営バス「あかいくつ」、いずれも「港の見える丘公園」下車　徒歩約2分

## 収蔵品
- 図書：約36,000冊、雑誌：約21,000冊
- フランス第三共和制成立史資料：約2,500冊
- 普仏戦争期の政治風刺画コレクション：約2,800点
- パリ史資料：約500点
- 大佛次郎の自筆原稿、創作ノート、書簡、愛蔵・愛用品